# Рыжково (Сосковский район)
Рыжко́во — село в Сосковском районе Орловской области России. Административный центр Рыжковского сельского поселения.

## География
Село находится на расстоянии 7 км к юго-западу от села Сосково, административного центра района, и 59 км к юго-западу от города Орёл, административного центра области.

### Часовой пояс
Село Рыжково, как и вся Орловская область, находится в часовой зоне МСК (московское время). Смещение применяемого времени относительно UTC составляет +3:00.

## Население
| 2002 | 2010 |
| ---- | ---- |
| 377  | ↘327 |

### Национальный состав
Согласно результатам переписи 2002 года, в национальной структуре населения русские составляли 99 % из 377 чел.